# Round Lake Beach
Round Lake Beach é uma vila localizada no estado americano de Illinois, no Condado de Lake.

## Demografia
Segundo o censo americano de 2000, a sua população era de 25.859 habitantes.
Em 2006, foi estimada uma população de 28.283, um aumento de 2424 (9.4%).

## Geografia
De acordo com o United States Census Bureau tem uma área de
13,2 km², dos quais 12,9 km² cobertos por terra e 0,3 km² cobertos por água.

## Localidades na vizinhança
O diagrama seguinte representa as localidades num raio de 4 km ao redor de Round Lake Beach.